# سباستین پراتا
سباستین پراتا (انگلیسی: Sebastián Peratta؛ زادهٔ ۱ نوامبر ۱۹۷۶) بازیکن فوتبال اهل آرژانتین است.
از باشگاه‌هایی که در آن بازی کرده‌است می‌توان به باشگاه فوتبال دپورتیوو مورون، باشگاه فوتبال نیولز اولد بویز، و باشگاه فوتبال ولز سارسفیلد اشاره کرد.